# Tartan (Muster)

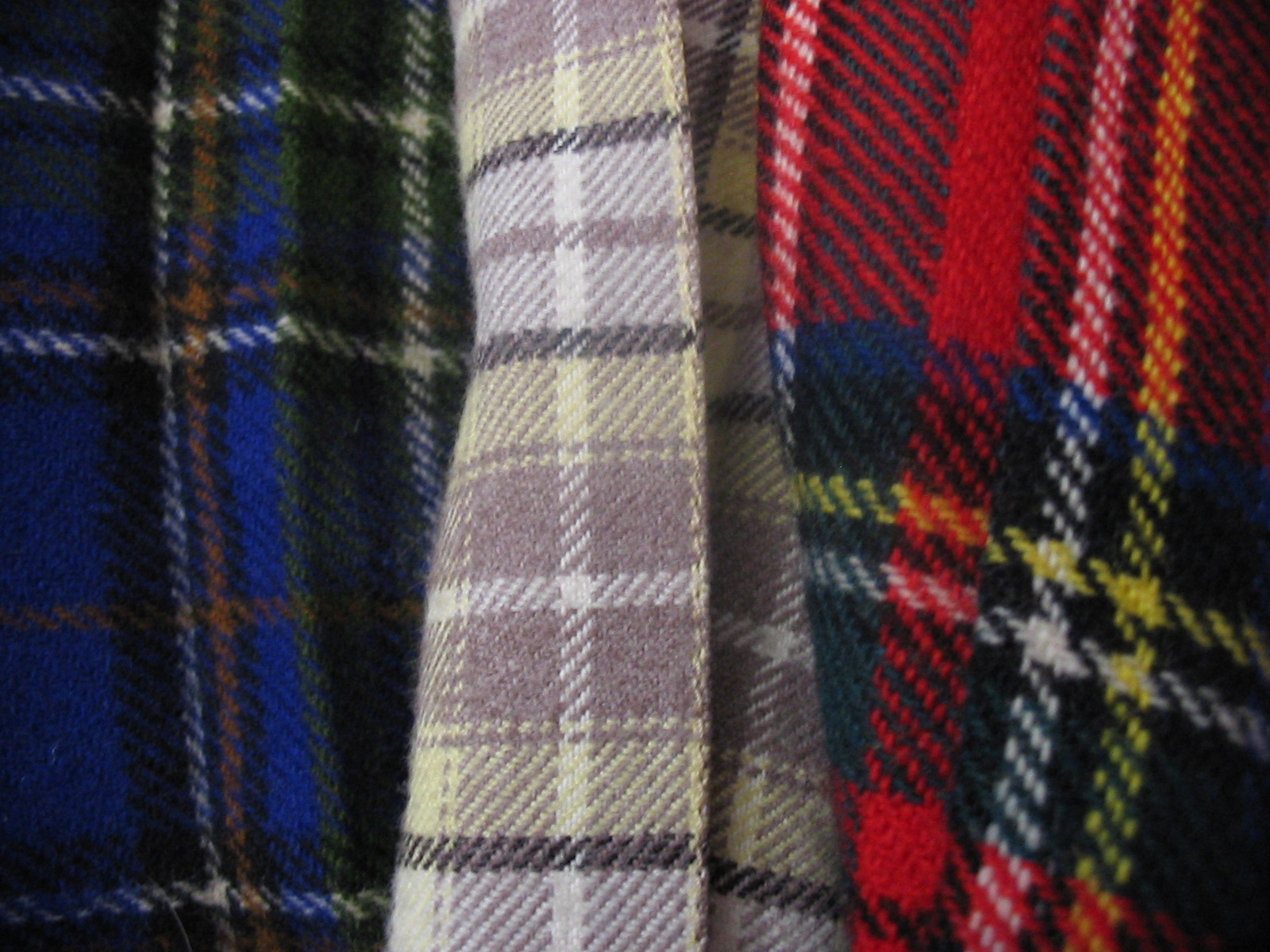
Drei unterschiedliche Tartans

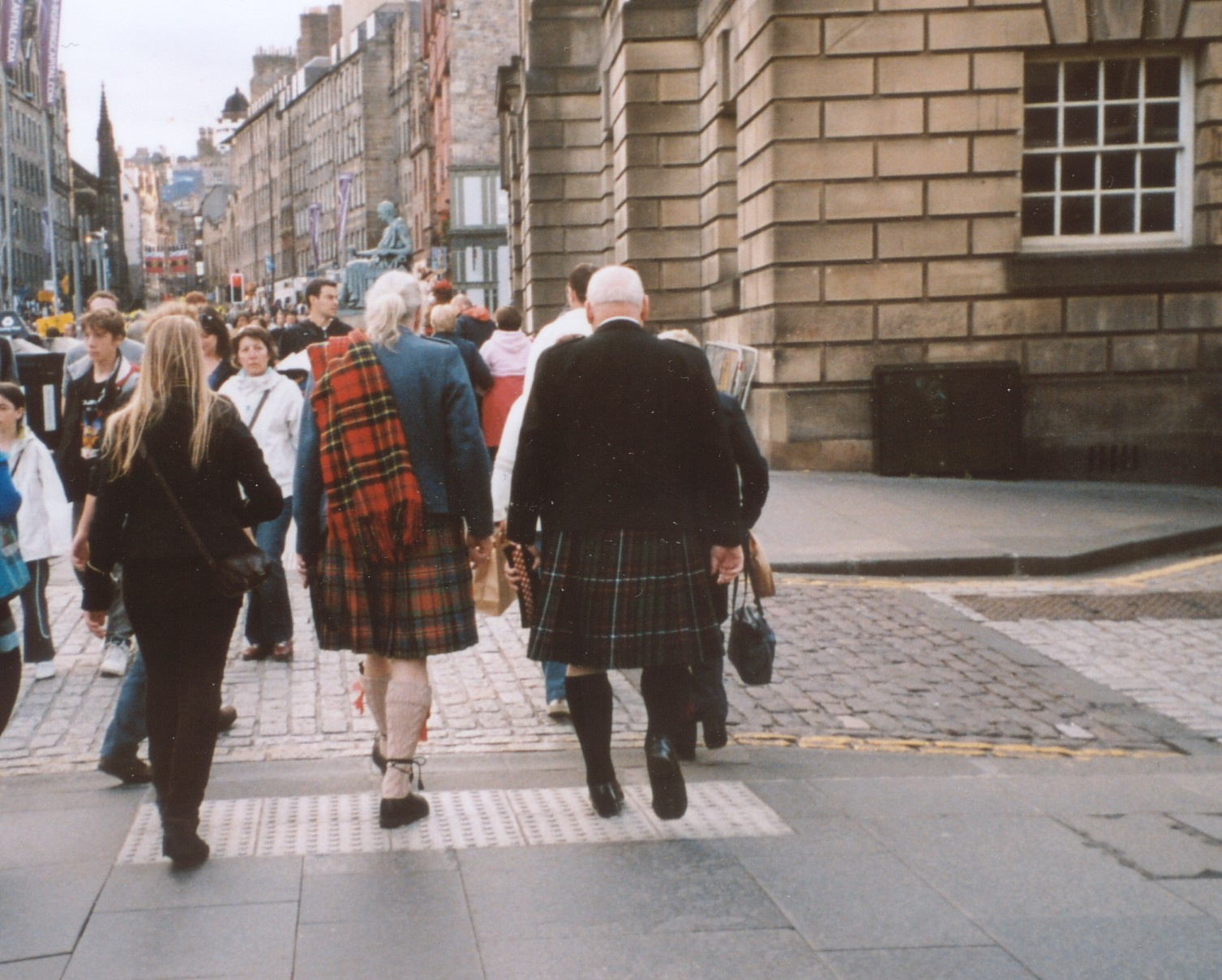
Kilt als (heute seltene) Alltagskleidung in Edinburgh

Ein Tartan ist ein Webmuster für Stoffe, das ab 1815 auch repräsentativ für die Zugehörigkeit zu einem schottischen Clan genutzt wird. Das für Tartans typische Karomuster (Schottenkaro oder Schottenmuster) entsteht beim Weben durch Verwendung verschiedenfarbiger Fäden. Tartans werden heute vornehmlich für den Schottenrock (Kilt), Plaids und andere schottische Kleidungsstücke verwendet, die üblicherweise aus Kammgarn gefertigt werden. Es wird nicht kontrolliert, ob der Käufer eines Kilts „berechtigt“ ist, den betreffenden Tartan zu tragen, und auch als Nicht-Schotte kann man unter allen Tartans wählen, die der Kiltmacher im Angebot hat. 

## Ursprung
Die ältesten Tartans wurden in China (Hüte für Jade-Figuren) gefunden und konnten auf ungefähr 3500 v. Chr. datiert werden. Der älteste Fund eines Stoffs mit „Karomuster“, das Falkirk sett, stammt aus dem 3. Jahrhundert v. Chr. Das Muster entstand durch Verwendung der Wolle von hellen und dunklen Schafen. Dieses Muster wurde später als the shepherd's plaid bezeichnet, jedoch lässt sich keine Verbindung mit dem heutigen Clan-Tartan nachweisen. Allerdings enthielt diese Kleidung Hosen, keinen Kilt oder Plaid. Die ältesten nachgewiesenen Tartans sind Regionen (districts) zugeordnet, nicht Clans. Eine mögliche Erklärung dafür ist, dass die Weber in einer bestimmten Gegend bestimmte Muster bevorzugten und die Bewohner sich lokal einkleideten. Einer dieser Tartans, der Huntly tartan,  aus der gleichnamigen Region im Nordosten Schottlands, wurde während des Jakobitenaufstands von 1745 von etlichen Clans getragen, so von den Clans Gordon, Forbes, Munro, MacRae, Ross und Brodie. Auch der legendäre Bonnie Prince Charlie soll eine Variante davon getragen haben.
In Schottland sind Tartans und tartanähnliche Muster seit vielen Jahrhunderten in Verwendung. Ursprünglich waren Tartans und ihre Muster in Schottland vor allem regional verschieden und es war nicht unüblich mehrere Tartans unterschiedlicher Musterung zu tragen. Die eindeutige Zuordnung von bestimmten Tartans zu einzelnen Clans begann erst im 16. Jahrhundert. Das erste offizielle Regiment mit einem Uniform-Tartan wurde 1739 das 42nd Regiment of Foot („Black Watch“).
Im Jahr 1746 stellte der Dress Act das Tragen von Tartans für die Einwohner der schottischen Highlands unter Strafe. Dieses Gesetz hatte bis 1782 Bestand und war ein Teil der Versuche der Engländer, die Highland-Kultur zu unterdrücken. Im 19. Jahrhundert kam es zu einem Tartan-Revival, als die schottische Highland-Kultur in der englischen und schottischen Oberschicht in Mode kam. Das heutige Karomuster, das typisch für den jeweiligen Clan ist, ist vermutlich eine Erfindung des romantischen 18. Jahrhunderts. Obwohl es in Schottland, wie aber auch auf dem Festland, eine sehr lange Tradition in Karos gemusterter Kleidungsstücke gibt, waren diese vermutlich nicht familienspezifisch.

## Clan-Tartans
Auch wenn die feste Zuordnung von Tartans zu Clans nicht haltbar ist, tragen „echte“ Schotten auch heute gerne „ihren“ Tartan. Nach wie vor gibt es neutrale Muster, die statt der Namen von Clans die von Regionen (etwa der Edinburgh-Tartan) oder Organisationen (etwa die Tartans der Royal Scottish Country Dance Society oder des Debian-Projekts) tragen oder völlig von solchen Assoziationen freigehalten werden. Es wird auch nicht kontrolliert, ob der Käufer eines Kilts „berechtigt“ ist, den betreffenden Tartan zu tragen, und auch als Nicht-Schotte kann man unter allen Tartans wählen, die der Kiltmacher im Angebot hat. Tartanwebereien stellen auf Wunsch beliebige, auch neu erfundene Tartans her; das Scottish Register of Tartans versucht, die existierenden Tartans zu katalogisieren und Dopplungen zu vermeiden.
Der Tartan eines schottischen Clans ist eine spezielle Abfolge von Farben und Farbtönen, die nur von den Mitgliedern des Clans getragen werden dürfen. Obwohl ein Tartan sichtbar die Zugehörigkeit zu einem Clan ausdrückt, ist es nach schottischem Wappenrecht kein Vergehen, den Tartan eines anderen Clans zu tragen. Allgemein akzeptiert ist das Tragen eines Tartans, wenn man verwandtschaftlich, per Adoption oder auch nur namentlich als dem Clan zugehörig gilt.

## Schottisches Tartanregister
Die Registrierung offizieller Clan-Tartans begann am 8. April 1815, als die Highland Society of London (gegründet 1778) alle Clan Chiefs aufforderte, der Gesellschaft ein Stück ihres Tartans zu schicken, groß genug, um das Muster erkennen zu lassen.
Heute ist das Scottish Register of Tartans, geführt von einer Behörde der Regierung Schottlands, für die offizielle Registrierung alter wie auch neu entworfener Muster zuständig. Gegen eine Gebühr von 70 Pfund kann jeder ein Muster registrieren lassen. Die einzige Bedingung für einen Eintrag ist, dass sich das Muster genügend von bereits registrierten Mustern unterscheidet, andernfalls wird die Registrierung abgelehnt.

## Andere moderne Tartans
Zusätzlich zu Clan-Tartans gibt es Tartans, die den Mitgliedern von Highland-Regimentern Großbritanniens und des Commonwealths vorbehalten sind. Personen in Verbindung mit dem englischen Königshaus nutzen den Royal Stewart Tartan, unabhängig davon, ob sie dem Clan Stewart angehören. Diese Tradition geht auf James VI. von Schottland zurück.
Die Verwendung von Tartans ist allerdings nicht auf Clan-Zugehörigkeit und den militärischen Bereich begrenzt. Es gibt weiterhin Tartans für Berufsgruppen, Vereine, Städte, Regionen und Organisationen wie Amnesty International. Eine weitere Variante des Tartans sind die Hauskaros britischer Kleidungshersteller und Herrenausstatter wie Burberry oder Barbour.
Auch von Punks werden häufig Hosen, Jacken, Arm- oder Halsbänder und andere Kleidungsstücke mit Tartan-Musterung getragen. Bekannt ist auch die Verbindung von Flanellhemden und Tartanmuster in der Grungeszene, wie sie von Kurt Cobain getragen wurde.
Die Tartan-Musterung ist in Großbritannien wiederum ein beliebtes Design für weihnachtliches Geschenkpapier und Schleifen.